# 藤井邦夫
藤井 邦夫（ふじい くにお、1946年11月22日 - ）は、脚本家、小説家、元監督。北海道旭川市出身。別名義に相里修がある。

## 略歴
北海道旭川北高等学校を経て、日本大学藝術学部卒業。1970年に東映テレビプロダクションに助監督として入社。もともとは脚本家志望ではあったが、本を書くための勉強として割り切ったと本人は後に語っている。同期に映画監督の辻理がいた。
数多くの作品で助監督を務める傍ら、『特別機動捜査隊』（第799話「娘の思春期」）で脚本家としてデビュー。後番組『特捜最前線』では、助監督兼脚本家として活躍した。オープニングナレーションは藤井が考案している。第235話「少女売春・夢を掘る男！」で監督に昇進。脚本も彼自身が担当した。『特捜』では監督としても約3年もの間辣腕を振るい、数々の作品を演出。
東映プロデューサーの鈴木武幸の誘いで『超電子バイオマン』より特撮作品での執筆を開始。当初は監督としてもオファーがあったが、特撮作品の演出は自信がないとの理由でその依頼は断っている。主にサブライターとして脇の話を執筆することが多く、スーパー戦隊シリーズでは特に監督の長石多可男や東條昭平とのコンビで数々の佳作を輩出している。
『超人機メタルダー』では最終2話をメインライターの高久進に代わり執筆するなどメインライターに近い働きもしたが、特撮作品への参加は現在『燃えろ!!ロボコン』が最後となっている。
テレビの脚本の仕事は2008年12月放送の『暴れん坊将軍』スペシャルを最後にしばらく途絶え、近年では、時代小説家としての活躍が中心となっている。年間に8 - 10冊程度の長編書下ろしを発表するなどかなりの売れっ子になっており、各出版社別にシリーズキャラクターを持つなど多忙な毎日を送っている。
2019年、『新・秋山久蔵御用控』シリーズと『新・知らぬが半兵衛手控帖』シリーズで第8回日本歴史時代作家協会賞（文庫書き下ろしシリーズ賞）を受賞。

## エピソード
- 執筆はデビュー当初から今に至るまでずっと手書きであり、これは先輩ライターの長坂秀佳と同じ特徴である。
- 『特捜最前線』が急遽終了することになり、メインライターの長坂秀佳は終幕三部作の脚本を書き上げることになった。書き終えたあと長坂は脱力感に襲われたが、そのとき藤井は「長坂さんはまだイイですよ。オレなんか、何も知らずに書き終えてから番組終了を知らされた。だからオレ達の脚本は、シリーズが終わるつもりの本じゃないんだ」と長坂を責めたという。[要出典]
- 『世にも奇妙な物語』では「さよなら蔵町キネマ」という作品を相里修名義で執筆した。なおこの筆名は以前から藤井が好きな推理作家ウィリアム・アイリッシュの「アイリッシュ」をもじった物である。
- 自身がサブライターを務めることが多いことから、執筆作品でもゲストキャラクターに焦点を当てることが多いと述べている[1]。

## 脚本

### 現代劇
- 特別機動捜査隊
- 特捜最前線
- ビジネス最前線（オリジナル社員教育ビデオ）
- 走れ!熱血刑事(1980)
- ニュータウン仮分署
- さすらい刑事旅情編シリーズ(1988~1995)
- はぐれ刑事純情派パート2　(1989)
- 世にも奇妙な物語
- 風の刑事・東京発!
- 仮面の女
- メール−MAIL(2001)
- オヤジ探偵2

### 時代劇
- 三匹が斬る!シリーズ(1987~1995)
- 名奉行遠山の金さんシリーズ(1988~1995)
- 暴れん坊将軍シリーズ　(~パート11)
- 将軍の隠密!影十八(1996)
- 大江戸弁護人・走る!(1996)
- 快刀!夢一座七変化
- 水戸黄門シリーズ
- 司馬遼太郎の功名が辻　夫を成功させる法
- 南町奉行事件帖 怒れ!求馬シリーズ
- 12時間超ワイドドラマ『赤穂浪士』
- 痛快!三匹のご隠居
- 八丁堀の七人シリーズ(2000~2006)
- 熱血!周作がゆく
- 子連れ狼
- 天罰屋くれない 闇の始末帖
- 銭形平次（2004年・村上弘明主演）
- 名奉行!大岡越前シリーズ
- 日曜洋画劇場特別企画『風林火山』
- 逃亡者おりん
- 遠山の金さん (2007年のテレビドラマ)
- 八州廻り桑山十兵衛～捕物控ぶらり旅
- お江戸吉原事件帖
- 幻十郎必殺剣
- 密命 寒月霞斬り
- 徳川家康と三人の女

### 特撮
- スーパー戦隊シリーズ
  - 超電子バイオマン
  - 電撃戦隊チェンジマン
  - 超新星フラッシュマン
  - 光戦隊マスクマン
  - 超獣戦隊ライブマン
  - 高速戦隊ターボレンジャー
  - 地球戦隊ファイブマン
  - 鳥人戦隊ジェットマン
  - 五星戦隊ダイレンジャー
  - 忍者戦隊カクレンジャー
- メタルヒーローシリーズ
  - 超人機メタルダー
  - 世界忍者戦ジライヤ
  - 機動刑事ジバン
  - 特警ウインスペクター
- 燃えろ!!ロボコン

## 小説
- 日暮左近事件帖(廣済堂文庫→光文社)

1.正雪の埋蔵金　「陽炎斬刃剣」の改題
2.出入物吟味人　「無明暗殺剣」の改題
3.阿修羅の微笑　「愛染夢想剣」の改題
4.将軍家の血筋　「化粧面」の改題
5.陽炎（かげろう）の符牒　「修羅活人剣」の改題
6.忍び狂乱
7.赤い珊瑚玉
8.神隠しの少女
9.冥府からの刺客
10.無惨なり
11.白浪五人女
12.無駄死に
13.影忍び
14.影武者
15.決闘・柳森稲荷
16.はぐれ狩り
- 「秋山久蔵御用控」シリーズ（KKベストセラーズ）ベスト時代文庫

1.神隠し　2004
2.帰り花　2004　
3.迷子石　2005
4.埋み火　2005
5.空ろ蝉　2005　
6.彼岸花　2005　
7.乱れ舞　2006　
8.花始末　2006　
9.騙り者　2007　
10.赤い馬　2007　
11.後添え　2008.6
12.隠し金　2010　
13.口封じ　2011
　(以下、第14巻より（文春文庫））
14.傀儡師 2011.12
15.余計者 2012.9
16.付け火 2012.12
17.大禍時 2013.4
18.垂込み 2013.8
19.虚け者 2013.12
20.花飾り 2014.04
21.無法者 2014.08
22.島帰り 2014.12
23.生き恥 2015.04
24.守り神 2015.08
25.始末屋 2015.12
26.冬の椿 2016.04
27.夕涼み 2016.08
28.煤払い 2016.12
29.花見酒 2017.04
30.野良犬 2017.08
- 「新・秋山久蔵御用控」シリーズ（文春文庫）

1.恋女房 2018.04
2.騙り屋 2018.09
3.裏切り 2018.12
4.返討ち 2019.04
5.新参者 2019.08
6.忍び恋 2019.12
7.小糠雨 2020.04
8.偽久蔵 2020.08
9.紙風船 2020.12
10.隠れ蓑 2021.05
11.残り香 2021.08
12.凶状持 2021.12
13.雨宿り 2022.04
14.朴念仁 2022.08
15.介錯人 2022.12
16.帰り道 2023.5
17.逃れ者 2023.9
18.流人船 2024.1
- 「知らぬが半兵衛手控帖」シリーズ（双葉文庫）

1.姿見橋 2006.2
2.投げ文 2006.6
3.半化粧 2006.8
4.辻斬り 2006.12
5.乱れ華 2007.5
6.通い妻 2008.2
7.籠の鳥 2008.9
8.離縁状 2009.2　　
9.捕違い 2009.7
10.無縁坂 2009.10
11.雪見酒 2010.1
12.迷い猫 2010.5
13.秋日和 2010.10
14.詫び状 2011.5
15.五月雨 2011.8
16.渡り鳥 2011.12
17.夕映え
18.主殺し
19.忘れ雪
20.夢芝居
- 「新・知らぬが半兵衛手控帖」シリーズ（双葉文庫）

1.曼珠沙華 2017.06
2.思案橋
3.緋牡丹
4.名無し
5.片えくぼ
6.狐の嫁入り
7.隠居の初恋
8.戯け物
9.招き猫
10.再縁話
11.古傷痕
12.一周忌
13.偽坊主
14.天眼通
15.埋蔵金
16.隙間風
17.律義者
18.お多福
19.出戻り
- 柳橋の弥平次捕物噺（二見時代小説文庫）

1.影法師 2006.11
2.祝い酒 2007.7
3.宿無し 2008.11
4.道連れ 2009.5
5.裏切り 2010.2
6.愚か者 2015.3
- 素浪人稼業 2007.4 (祥伝社文庫)

1.素浪人稼業
2.にせ契り 2007.12
3.逃れ者 2008.10
4.蔵法師 2009.4
5.命懸け 2009.10
6...破れ傘 2010.7
7.死に神 2011.4
8.銭十文 2013.3
9.迷い神 2014.2
10.岡惚れ 2014.7
11.にわか芝居 2015.2
12.開帳師 2015.7
13.隙間風 2016.7
14.高楊枝 2017.2
15.冬椋鳥 2017.10
- 四人雀 お江戸吉原事件帖 2007.10 (幻冬舎文庫)
- 閻魔亭事件草紙(幻冬舎文庫)

夏は陽炎 2008.6
迷い花 2009.6
婿養子 2010.6
- 歳三の首 学習研究社 2008.4

- 結城半蔵事件始末(学研M文庫)

1.不忠者 2008.12
2.御法度 2009.3
3.追跡者 2009.8
4.濡れ衣 2010.9
5.無宿者 2012.3
- 評定所書役・柊左門裏仕置(光文社文庫)

1.坊主金 2009.9
2.鬼夜叉 2010.4
3.見殺し 2010.8
4.見聞組 2011.7
5.始末屋 2011.10
6.綱渡り 2012.2
7.死に様 2012.7
- 養生所見廻り同心神代新吾事件覚(文春文庫)

1.指切り 2011.1
2.花一匁 2011.2
3.心残り 2011.3
4.淡路坂 2011.8
5.人相書 2012.4

## 監督
- 特捜最前線
- ビジネス最前線（オリジナル社員教育ビデオ）